# Fischer Ernő (festő)
Fischer Ernő (Losonc, 1914. július 18. – Budapest, 2002. október 9.) magyar festőművész, a magyar lírai absztrakt festészet egyik legkiválóbb hazai képviselője.

## Életpályája
Középiskolai tanulmányokat szülővárosában, Losoncon folytatott, itt tett érettségi vizsgát. Felsőfokú tanulmányait 1936 és 1938 közt Prágában végezte a Rajztanárképző Főiskolán, ahol Oldřich Blažíček volt a mestere. A második világháború közeledtével Budapestre ment tanulni, itt a Magyar Képzőművészeti Főiskolán végezte el az 1938/39-es tanévet, mestere ekkor Aba-Novák Vilmos volt. Anyagi nehézségek és a háborús körülmények közepette tanulmányait majd 1946-ban folytatta, 1946 és 1949 közt végezte el képzőművészeti tanulmányait, festészeti tanulmányaiban ekkor Kmetty János volt a mestere. 1949-ben kapta kézhez középiskolai rajztanári diplomáját. 1951 és 1958 közt a Népművelési Intézet Képzőművészeti Osztályát vezette, megindította és szerkesztette a Művészeti kiskönyvtár című sorozatot, a József Attila Művelődési Ház Képzőművészeti Szakkörét 25 éven át vezette, megalapította a Tokaji Művésztelepet, amely ma is működik. 1959-től 1974-ig a szegedi Juhász Gyula Tanárképző Főiskola Rajz Tanszékén tanított, tanszékvezető volt 1963-1974 közt. Számos kiváló tanítványa volt, köztük Bakacsi Lajos, Kulinyi István, Szuromi Pál, Takács Győző, Kölűs Judit (1950-1994), Alföldi László és mások.
Mintegy érzékelhető, hogy a művészetszervezés, majd a tanszékvezetés állt munkája előterében, mindezzel együtt az 1960-as évek elején már kiállításokon jelentkezett alkotásaival, s hamar meg tudta mutatni a saját egyéni tematikáját és stílusát. Mitológiai, bibliai témák, tájképi és tengeri víziók foglalkoztatták, számot adott cirkuszt idéző látomásokról is. Kmetty János mesterétől tanult konstruktív képépítés nagy szerepet játszott művészetében, ugyanekkor színkezelése oldott, expresszív jellegű. Témáiból adódóan is mágikus hatásra törekedett. Látókörét, s technikai tudását tovább bővítették külföldi tanulmányútjai, 1963-ban Olaszországban, 1967-ben Svájcban, 1969-ben Bulgáriában, 1974-ben Ausztriában, 1979-ben Németországban járt.
1974-ben vonult nyugdíjba talán azért, hogy még többet alkothasson, s segíthessen a fiatal alkotóknak. A Rajzpedagógusok Stúdiójának kiváló vezetője és a szegedi SZÖG-ART Művészeti Egyesület egyik alapító tagja volt.

## Művészete
„Fra Angelicoi természetű művész. …” „képei – akárcsak az említett itáliai mester művei – nem egyszerűen elmélyültségről – hanem ennél több, – áhítatról tanúskodnak.” (Tamás Ervin)

## Emlékezete
- Fia, Fischer Péter létrehozta a Fischer Ernő Alapítványt, amely hivatott feldolgozni Fischer Ernő munkásságát, tiszteletére emlékkiállításokat rendeznek, kerekasztal beszélgetéseken is elemzik műveit.[3]
- Alföldi László András: Bővített kiadás: Kölűs Judit Hommage a Fischer Ernő című kiállítása, 2015. január 1. vasárnap
- Alföldi László: Hommage a Fischer Ernő, 2016, kiállítás, video

## Kiállításai és emlékkiállításai (válogatás)

### Egyéni
- 1962 • Képcsarnok, Szeged
- 1963 • Derkovits Terem, Budapest
- 1965 • Képcsarnok, Szeged
- 1967 • Winterthur (Svájc)
- 1971 • József Attila Művelődési Ház, Budapest
- 1972 • Békési Galéria, Békés
- 1973 • Műcsarnok, Budapest
- 1974 • Móra Ferenc Múzeum Képtára, Szeged
- 1976 • SDS G., Koppenhága • Sct Agnes G., Roskilde (Dánia)
- 1977 • Odense (Dánia) • Uitz Terem, Dunaújváros
- 1979 • "K" an Rudolfplatz Galerie, Köln
- 1980 • Magyar Kultúra Háza, Prága • Brno
- 1981 • Hamburg • Nógrádi Galéria, Losonc (Csehszlovákia)
- 1982 • Mednyánszky Terem, Budapest
- 1984 • Vigadó Galéria, Budapest
- 1986 • Móra Ferenc Múzeum Képtára, Szeged • Babits Mihály Művelődési Központ, Szekszárd
- 1989 • Keresztény Múzeum Esztergom • Megyei Művelődési Központ, Eger
- 1990 • Csontváry Terem, Pécs • Stúdió Galéria, Budapest
- 1992 • Tornyai János Múzeum, Hódmezővásárhely • Móra Ferenc Múzeum Képtára, Szeged • Nagy-Balogh Terem
- 1994 • Móra Ferenc Múzeum Képtára, Szeged • Nógrádi Galéria, Losonc
- 1995 • Kempinski Galéria, Budapest
- 1998 • Fischer és tanítványai, Duna Galéria, Budapest
- 2002 • Vigadó Galéria, Budapest[4]
- 2012 • Szakrális képek – Fischer Ernő festőművész emlékkiállítás, Pesterzsébeti Múzeum
- 2013 •  Óbudai Szociális Szolgáltató Intézmény • Temesvári Pelbárt Ferences Gimnázium és Kollégium, Esztergom
- 2014 • Fischer Ernő centenáriumi emlékkiállítás (1914-2014), Losonc, Szlovákia

### Csoportos
- 1960 • 8. Magyar Képzőművészeti kiállítás, Műcsarnok, Budapest
- 1962 • 9. Magyar Képzőművészeti kiállítás, Műcsarnok, Budapest • Tanárképző Főiskola művésztanárainak bemutatója, Móra Múzeum Képtára, Szeged
- 1965 • 10. Magyar Képzőművészeti kiállítás, Műcsarnok, Budapest
- 1967: Tanárképző Főiskola művésztanárainak tárlata, JATE aulája, Szeged • New-Delhi
- 1968 • 11. Magyar Képzőművészeti kiállítás, Műcsarnok, Budapest
- 1975 • Jubileumi Képzőművészeti kiállítás, Műcsarnok, Budapest
- 1977 • Festészet '77, Műcsarnok, Budapest • Galerie Jean Claude Binoch, Párizs
- 1979 • KCH G., Koelbek (DK)
- 1980 • Brueghel Galerie, Amszterdam
- 1981 • Magyar Képzőművészek és Iparművészek Szövetsége kiállítás, Magyar Nemzeti Galéria, Budapest
- 1982 • Dortmund • Offenburg (Német Szövetségi Köztársaság)
- 1983 • I. Táblakép-festészeti Biennálé, Móra Ferenc Múzeum Képtára, Szeged
- 1984 • Ny-Berlin • Róma
- 1985 • Párizs • Bologna • Nyugat-Berlin • II. Táblakép-festészeti Biennálé, Móra Múzeum Képtára, Szeged
- 1986: XXV. Szegedi Nyári Tárlat, Móra Ferenc Múzeum Képtára, Szeged
- 1987 • III. Táblakép-festészeti Biennálé, Móra Ferenc Múzeum Képtára, Szeged
- 1998 • VII. Táblakép-festészeti Biennálé, Móra Ferenc Múzeum Képtára, Szeged.

## Művei közgyűjteményekben
- Magyar Nemzeti Galéria, Budapest
- Keresztény Múzeum, Esztergom
- Losonci Múzeum, Losonc
- Móra Ferenc Múzeum, Szeged
- Rippl-Rónai Múzeum, Kaposvár

## Díjak, elismerések
- 1982: Szocialista Kultúráért elismerés;
- 1983: I. Szegedi Táblakép-festészeti Biennálé díja;
- 1984: A Művelődési és Közoktatási Minisztérium nívódíja;
- 1995: A Szegedi Nyári Tárlat díja;
- 1996: Székely Bertalan emlékérem;
- 1997: MKÉ;
- 1998: VII. Szegedi Táblakép-festészeti Biennálé fődíja.